# 修女也疯狂2
《修女也瘋狂2》（英語：Sister Act 2: Back In The Habit）是一部于1993年上映，由琥碧·戈柏主演的美國喜劇電影。該片由比爾·杜克（Bill Duke）執導，並由试金石影业製作發行。做為1992年頗為成功的喜劇電影《修女也瘋狂》的續集電影，本片保留了上集中的大部份演員，例如：玛吉·史密斯、凯西·奈吉米、温迪·麦凯奈和玛丽·威克斯。

## 劇情
德勞瑞斯·卡地亞恢復駐唱歌手身份後，大受歡迎，成為賭城拉斯維加斯知名歌手，另一方面，聖凱瑟琳教堂的修女們則被調至一個社區教會學校服務，但是，那裡的青少年實在不好對付，與拘於傳統的修女們可說是格格不入、水火難容；由於修女們無法管教一群搗蛋頑劣的學生，於是只好求助德勞瑞斯再度偽裝成修女，進入該校擔任音樂教師。
一開始，那些冥頑不靈的學生拿她不當一回事，照樣想盡各種辦法整她，出盡她的洋相，然而，很快他們就領教了德勞瑞斯的厲害，因為他們發現，凡是射向德勞瑞斯的箭最終都向自己身上射來，這一回，連最頑皮的孩子也順服了；當德勞瑞斯接手音樂班後，她克服了不少的困難，使學生們逐漸開始理解和喜歡上她。
德勞瑞斯也在無意間發現，學校因為財政困難而面臨著被關閉的命運。熱情洋溢的她開始使出了渾身解數，並熱情地教導和訓練他們，在她突破常規的生動教法之下，一群搗蛋頑劣學生，竟一鳴驚人，組成威震全校的新派合唱團，孩子們在學校的登台演出大獲成功。
正當孩子們組成的合唱團參加州裏的教會學校合唱比賽，孩子們看到其他各個學校精彩的表演使孩子們大為沮喪，在德勞瑞斯斯的鼓勵下，大家又重新恢復了信心，但就在這個關鍵時刻，德勞瑞斯真正的身份暴露了，多虧聖凱瑟琳教堂的修女們與修道士們的大力幫忙，才使合唱團免遭失去資格的厄運；孩子們的感人表現獲得了一等獎，學校渡過了重大的生存危機，德勞瑞斯的熱心幫助終於保住了修女和孩子們所熱愛的學校。

## 演員
- 乌比·戈德堡 饰演 德劳瑞斯·卡地亚（玛丽·克拉伦斯修女）
- 玛吉·史密斯 饰演 教堂女院長
- 凱西·奈吉米（英语：Kathy Najimy） 饰演 玛丽·帕特里克修女
- 温迪·麦凯奈（英语：Wendy Makkena） 饰演 玛丽·罗伯特修女
- 玛丽·威克斯（英语：Mary Wickes） 饰演 玛丽·拉匝禄修女
- 詹姆士·柯本 饰演 克里斯普先生

## 迴響評論
《修女也瘋狂2》沒有得到影評人的好評，僅僅在爛番茄網站上收穫到7%的新鮮度。而作為本片的主演，乌比·戈德堡也僅僅只獲得MTV電影大獎最佳喜劇表演的提名。

### 票房成績
雖然不如前作《修女也瘋狂》那麼成功，但是本片也在美國本土收穫6000萬美元的票房，同時也在全球市場上斬獲進1億美元。

### 影響意義
《修女也瘋狂2》在當時吸引了不少年輕人關注并喜歡上了福音音樂，同時本片也幫助主演之一的劳伦·希尔（Lauryn Hill）開啟了她的音樂生涯。

## 外部連結
- 互联网电影数据库（IMDb）上《修女也疯狂2》的资料（英文）
- AllMovie上《修女也疯狂2》的资料（英文）
- 爛番茄上《修女也疯狂2》的資料（英文）
- Box Office Mojo上《修女也疯狂2》的資料（英文）
- 豆瓣电影上《修女也疯狂》的資料 （简体中文）